# Ночи в стиле буги
«Ночи в стиле буги» (англ. Boogie Nights) — американский драматический фильм 1997 года, сценариста и режиссёра Пола Томаса Андерсона. Фильм основан на псевдодокументальной короткометражке режиссёра «История Дирка Дигглера», которая была вдохновлена биографией Джона Холмса. Картина рассказывает о молодом порноактёре, описывая его взлёт и падение в период Золотого века порно на рубеже 1970-х—1980-х годов. Главные роли в фильме исполняют Марк Уолберг, Джулианна Мур, Бёрт Рейнольдс, Дон Чидл, Джон Си Райли, Уильям Х. Мэйси, Хизер Грэм, Николь Ари Паркер и Филип Сеймур Хоффман.
Фильм получил положительные отзывы критиков. Рейнольдс и Мур за свои актёрские работы, а также Андерсон за написание сценария, выдвигались на премию «Оскар».

## Сюжет
Дирк (англ. dirk — длинный кинжал) Ди́гглер (Марк Уолберг), — молодая звезда киноиндустрии порнографии конца 1970-х — начала 1980-х годов, обладатель «прибора в 13 дюймов». Звезду открыл порнорежиссёр Джек Хо́рнер (прототип — реальный порнорежиссёр Уильям Марголд), которого сыграл Бёрт Рейнольдс. История описывает вступление Дигглера в бизнес, его восхождение на вершину славы и последующее падение из-за приёма кокаина, вызвавшего половое бессилие.
На примере Дирка Дигглера показана мода, пристрастия и символы рубежа 1970—1980-х годов. Его жизненный путь тесно переплетается с историями других героев порноиндустрии: Джеком, Э́мбер, Ридом, Роллергёрл и Баком.
Фильм начинается с непрерывной трёхминутной сцены, которая охватывает основных персонажей и завершается показом Эдди Адамса (будущего Дирка Дигглера). Аналогичный приём применён в конце фильма, только Дирк показан в костюмерной отдельно. Камера не прерывает видеоряд и во время первого визита Дирка на порностудию. В том эпизоде момент, когда камера движется вслед за ныряющим под воду, навеян фильмом «Я — Куба».
Джек находит молодого таланта Э́дди А́дамса в ночном клубе, где тот работает посудомойщиком, и вскоре тот переходит в порнобизнес. Эдди нарекает себя «Дирком Дигглером» и быстро становится знаменитым, получив несколько наград как лучший актёр в фильмах для взрослых. Дирк покупает модную одежду и обувь, новую квартиру и дорогой спортивный автомобиль — оранжевый Chevrolet Corvette.
Помощник Джека, Ма́ленький Билл (Уильям Мэйси) женат на порнозвезде (её роль играет реальная порнозвезда Нина Хартли), которая постоянно унижает его, занимаясь сексом с другими мужчинами публично. На новогодней вечеринке Маленький Билл находит свою жену, которая занимается сексом с кем-то в дальней комнате, берёт револьвер, убивает жену и её любовника, а потом стреляет себе в голову на виду у всех собравшихся деятелей порнобизнеса. Этот ключевой момент фильма знаменует начало падения большинства персонажей.
Джек пытается сохранить свою порноимперию и после того как в тюрьму за педофилию попадает полковник Джеймс — основной источник финансирования. Новый же спонсор настаивает на переходе от дорогой киноплёнки к видеокассетам и к замене актёров любителями. Джек отрицательно воспринимает новый формат фильмов, которые производят без сценария, разработки персонажей и руки режиссёра. Джек ездит в лимузине по городу и предлагает случайным прохожим заняться сексом с Роллергёрл (Хизер Грэм) в салоне машины, а сам процесс снимается на видеокамеру (основано на серии порнофильмов Джейми Джиллиса «На прогулке»). Прогулка заканчивается печально: подобранный прохожий, как оказалось, учился с Роллергёрл в школе; он грубо оскорбляет её и Джека, его вышвыривают из лимузина, жестоко избивают и оставляют истекать кровью на улице.
Порнозвезда Эмбер Уэйвз (Джулианна Мур) пытается вернуть опеку над своим ребёнком от бывшего мужа. Суд повторно лишает её материнства в связи с участием в порноиндустрии, давней судимостью и пристрастием к кокаину. Эмбер сильно потрясена неудачей.
Бак Своп (Дон Чидл) женится на порнозвезде Джесси Сент-Винсент (Мелора Уолтерс); пара ждёт ребёнка. Бак пытается получить банковский кредит для открытия музыкального магазина, но ему отказывают как порноактёру. Однажды вечером Бак идёт в магазинчик купить пончиков. В этот момент в магазин, размахивая пистолетом, врывается грабитель. В перестрелке, которую начинает один из вооружённых посетителей, погибают все, кроме Бака. Он забирает приготовленные для грабителя деньги и открывает музыкальный магазин.
Дирк становится зависимым от кокаина и метамфетамина. Он не может возбудиться во время съёмок очередного фильма, и, после попытки наброситься на режиссёра, Джек его выгоняет с работы. Дирк и его бывший партнёр по фильмам Рид (Джон Рейли) пытаются сформировать свою рок-группу, однако из-за серьёзной наркотической зависимости у них нет денег, чтобы оплатить демозапись на студии. Дирк пытается показывать свой дар на улице[что?], но на него нападает банда головорезов и избивает.
Дирк, Рид и их общий приятель Тодд (Томас Джейн) объединяются, чтобы провернуть аферу: продать наркоторговцу Рахаду Джексону (Альфред Молина) полкилограмма соды под видом чистого кокаина. Во время сделки в доме Рахада, Тодд делает попытку ограбления, завязывается перестрелка (в основе — реальные события, известные как «убийства на Уондерленд авеню»). Тодд застрелен, а безоружные Дирк и Рид едва успевают сбежать. После этого Дирк отправляется к Джеку и они примиряются. Дирк возвращается в порноиндустрию, а большинство героев истории живут в доме Джека одной большой семьёй.

## Актёрский состав и персонажи
| Имя                       | Актёр                | Описание |
| ------------------------- | -------------------- | --- |
| Дирк Дигглер / Эдди Адамс | Марк Уолберг         | Урождённый Эдди Адамс, обладатель 13-дюймового члена, нанят в порноиндустрию режиссёром Джеком Хорнером. Сменил своё имя на более звучное «Дирк Дигглер», очень быстро став самым успешным порноактёром. В 1980-е годы стал зависим от кокаина и после ссоры с Джеком ушёл из студии. Центральный персонаж фильма, который оказывает наибольшее влияние на других героев истории. Характер Дирка в большой степени основан на известном порнокороле Джоне Холмсе (которого в фильме кратко упоминают). С другой стороны, прототипом Дирка послужил актёр Майк Рейнджер, имевший роман с намного старшей, чем он сам, порноактрисой Кей Паркер. |
| Джек Хорнер               | Бёрт Рейнольдс       | Успешный режиссёр порнографических фильмов, встречает в ночном клубе в Лос-Анджелесе Эдди Адамса и убеждает его сделать карьеру в фильмах для взрослых. Мудрый и по-отечески добрый, сумел создать закрытый мир, в котором живут и снимаются в фильмах по-настоящему талантливые актёры, актрисы и вспомогательный персонал. Его мечта — снять фильм не просто о сексе, а с такой историей, которая не отпустит зрителя даже после того, как тот испытает оргазм. Шанс создать такой фильм появляется с появлением персонажа «Брок Лэндерс», которого играет Дирк Дигглер. Характер Джека — смесь таких порнодеятелей, как Уильям Марголд, Боб Чинн и Билл Амерсон. |
| Рид Ротчайлд              | Джон Рейли           | Порноактёр-ветеран, становится лучшим другом Дирка. Эгоцентричен, пытается показать себя более талантливым, чем является на самом деле. Вместе с Дирком является автором успешного порносериала в конце 1970-х, зависим от кокаина, оставляет студию Джека одновременно с Дирком. Вне порнографии стремится стать фокусником, эта мечта осуществляется в конце фильма. |
| Эмбер Уэйвз               | Джулианна Мур        | Актриса в фильмах Джека Хорнера, порнозвезда. Принимает кокаин и имеет серьёзные эмоциональные проблемы, которые явились основной причиной того, что права опекунства сына перешли к её бывшему мужу. Сын Эмбер в фильме ни разу не показан, есть только его тщетная попытка дозвониться до матери. Влюбляется в Дирка с первого взгляда, одновременно принимая его в качестве нового сына. Однако их прочные отношения привели к пристрастию к кокаину самого Дирка, ставшего наркоманом. Реальное имя Эмбер — Мэгги. В большей степени олицетворяет Джулию Сент-Винсент, подругу реального порноактёра Джона Холмса. По словам режиссёра Андерсона, на создание образа Эмбер его вдохновила также порноактриса Вероника Харт, права которой на ребёнка также рассматривали в суде. |
| Роллергёрл                | Хизер Грэм           | Привлекательная, талантливая актриса в фильмах Джека, которая не снимает ролики даже при занятии сексом. Хотя в начале своей карьеры в порнографии учится в средней школе, как и Дирк, вылетает из заведения. Её тут же приглашает к себе Джек. Эмбер её как бы удочерила, когда Дирк оставляет студию для осуществления своих интересов. Как и Дирк, зависима от кокаина, вместе с Эмбер его и принимает. Настоящее имя — Брэнди. В конце фильма собирается вернуться в школу, чтобы сдать выпускной экзамен. |
| Бак Своп                  | Дон Чидл             | Бывший продавец стереоаппаратуры в музыкальном магазине, становится порноактёром. Постоянно пытается найти модный стиль одежды, который ему подходит. Женится на другой порнозвезде Джесси Сент-Винсент, которая ждёт от него ребёнка. В 1980-е годы пытается открыть свой магазин по продаже музыкальной техники, но заявка на кредит в банке отклонена из-за съёмок Бака в порнографии. Позднее всё же открывает своё дело, когда едва не становится жертвой случайной перестрелки и незамеченным забирает с собой большую сумму денег. |
| Скотти                    | Филип Сеймур Хоффман | Застенчивый и нервозный гомосексуал, входит в съёмочную группу Джека в качестве помощника оператора. С первого взгляда влюбляется в Дирка, всячески его боготворит, даже пытается поцеловать однажды в пьяном состоянии, чем только пугает Дирка. Вместе с Ридом уходит со студии Джека, поддержав Дирка. |
| Маленький Билл            | Уильям Мэйси         | Кроткий ассистент Джека. В связи с робким характером испытывает мало уважения к себе, а его жена-порнозвезда большую часть времени проводит в публичных половых контактах с другими мужчинами. В канун нового десятилетия на вечеринке Джека терпение заканчивается, когда Маленький Билл застукивает жену в очередной раз. Он забирает из своего автомобиля револьвер, убивает во время секса её, полового партнёра, а затем себя самого. |
| Джесси Сент-Винсент       | Мелора Уолтерс       | Порнозвезда, присоединяется к команде Джека, когда Дирк стал знаменитым. Она и Бак полюбили друг друга, когда узнали, что обоим нравятся рассветы солнца. Имя персонажа взято фактически у Джулии Сент-Винсент, которая сыграла важную роль в жизни порнозвезды Джона Холмса. |
| Бекки Барнетт             | Николь Ари Паркер    | Чернокожая актриса в многочисленных фильмах Джека. Пытается найти друзей и любовь вне порноиндустрии, однако терпит неудачи, пока не выходит замуж за регионального менеджера Пепа Бойза, с которым знакомится на вечеринке, посвященной встрече 1980 года. |
| Полковник Джеймс          | Роберт Риджли        | Старик, крупный финансист фильмов Джека. Часто встречался для интимных встреч с несовершеннолетними девушками, в итоге был арестован после передозировки наркотиков у одной из девочек. Это привело к потере спонсора фильмов Джека Хорнера. В конце фильма показывают, как его жестоко избивают в тюрьме. |
| Флойд Гондолли            | Филип Бейкер Холл    | Крупный продюсер порноиндустрии. Пытался убедить Джека начать съёмки фильмов на видеоплёнку с неизвестными актёрами, чтобы сократить расходы, но Джек отказался. Однако, после ареста полковника, Джек Хорнер переходит под его финансирование и начинает снимать на видео. |
| Тодд Паркер               | Томас Джейн          | Близкий друг Рида, стриптизёр в ночном клубе «Party Boys», а также поставщик кокаина для Дирка и Рида. В конце фильма при попытке ограбить наркобарона Джексона застрелен. |
| Рахад Джексон             | Альфред Молина       | Эксцентричный наркодилер, большую часть времени слушает миксы на кассетах и употребляет кокаин. Живёт в богатой части города и может у кого-либо скупать наркотики. Тодд, Рид и Дирк пытаются продать ему поддельный кокаин, что закончилось катастрофой. «Вы, ребята, хотите поиграть в бейсбол?» — фраза, произносимая им в фильме, отличительная черта реального гангстера Эдди Нэша. |
| Морис Родригеc            | Луис Гусман          | Владелец ночного клуба, где Дирк вначале работал посудомойщиком и где Джек тусуется вместе со своими постоянными порноактёрами и участниками съёмочной бригады. Также снимается на вторых ролях в порнофильмах как латинос и всё время пытается убедить других дать ему главную роль. В конце фильма открывает свой фешенебельный ресторан с пуэрториканской кухней. |
| Курт Лонгджон             | Рикки Джей           | Имеет стоический характер, работает у Джека Хорнера оператором. |

## Производство

### Разработка
Пол Томас Андерсон начал работу над сценарием в 1993 году. В предложенном им продюсерам варианте сценария количество страниц составляло 185. Прообразом Дирка Дигглера послужил порноактёр Джон Холмс, в то время как Джек Хорнер был частично основан на порнорежиссёре Уильяме Маргольде. В основу «Ночей в стиле буги» лёг короткометражный фильм Андерсона «История Дирка Дигглера» (1988), который, в свою очередь, был основан на документальном фильме «Измученный: Джон Холмс, реальная история» (1981). Майкл Стейн, исполнивший главную роль в «Истории Дирка Дигглера», появляется в «Ночах в стиле буги» с камео-ролью в качестве покупателя в магазине стереоаппаратуры, тогда как Роберт Риджли, исполнивший в короткометражном фильме роль Джека Хорнера, исполняет в «Ночах в стиле буги» роль Полковника. Ключевыми различиями между фильмами являются судьбы главных героев, а также стили фильмов: «История Дирка Дигглера» снят в псевдодокументальном, тогда как «Ночи в стиле буги» имеет повествовательный.
Фильм получил своё название в честь песни «Boogie Nights» группы Heatwave.

### Кастинг
Среди кандидатов на роль Дирка Дигглера рассматривались Леонардо Ди Каприо, отказавшийся из-за съёмок в «Титанике», и Хоакин Феникс. Сидни Поллак, Уоррен Битти, Харви Кейтель, Билл Мюррей и Альберт Брукс отказались от роли Джека Хорнера. Андерсон предложил роль Бака Свопа Сэмюэлу Л. Джексону, которого ранее снял в своём фильме «Роковая восьмёрка» (1996), однако тот отказался, после чего она отошла Дону Чидлу. Дрю Бэрримор и Татум О’Нил числились в качестве претенденток на роль Роллергёрл, которую позже получила Хизер Грэм. Роль Скотти была написана Андерсоном специально для Филипа Сеймура Хоффмана.
В съёмках фильма приняли участие настоящие порноактёры, в том числе Нина Хартли, Вероника Харт, Скай Блю, Рико Буэно, Тони Тедески и Саммер Каммингс.

### Съёмочный процесс
Съёмочный процесс фильма проходил на различных локациях в долине Сан-Фернандо, и, как позже вспоминал Андерсон: «[он] видел Долину так же, как Дэвид Лин видел пустыню в „Лоуренсе Аравийском“». Съёмки вступительной сцены заняли 12 часов. Андерсон и Бёрт Рейнольдс конфликтовали во время съёмок фильма.

## Саундтрек
Оригинальный саундтрек к фильму вышел на двух компакт-дисках: Boogie Nights: Music from the Original Motion Picture (октябрь 1997 года) и Boogie Nights 2: More Music from the Original Motion Picture (январь 1998 года). Хотя в эти сборники вошли почти все песни, используемые в фильме, пропущена, например, композиция «99 Luftballoons» певицы Nena, начало которой характеризует заключительный эпизод в доме Рахада Джексона.

## Темы и анализ
Фильмы П. Т. Андерсона разносторонне исследуют трансформацию института семьи в современных условиях. Равноправие мужчин и женщин приводит к разложению функции отца в качестве семейного диктатора и к распаду семейных отношений. Главные герои его фильмов находят замену семьям, к которым принадлежат по рождению, в других ячейках общества. В «Ночах в стиле буги» такой суррогатной семьёй для Дирка становится студия Джека Хорнера, в которой сам Джек играет роль отца, а Эмбер — матери. Дирк с готовностью входит в семью порнодельцов в качестве недостающего сына, в связи с чем влиятельный критик Дж. Хоберман шутливо назвал фильм «самым пикантным семейным романом со времён „Царя Эдипа“».
Реальный отец Дирка в фильме показан кратко, но ёмко. Как и многие современные отцы, он не в состоянии что-либо поделать с эмоциями супруги, которые Джулиан Мёрфет определяет как катексис с оттенком инцеста. Разругавшись с патологически ревнивой матерью, Дирк отправляется доказывать свои достоинства в эрзац-семье, представляющей с точки зрения психоанализа настоящий рай: сексуальным партнёром Дирка становится его суррогатная мать Эмбер, а его руководителем в сексуальных подвигах — суррогатный отец Хорнер. Кроме того, партнершей в его порнокастинге выступает «сводная сестра» Роллергёрл, которая также устремилась в поисках недополученной родительской любви к паре Эмбер и Джека. С наступлением 1980-х суровая реальность возвращается в мир осуществлённых фантазий, но режиссёр дарует Дирку второй шанс на продолжение существования в эрзац-семье, после того как он в роли хрестоматийного блудного сына приходит просить прощения у Хорнера.

## Принятие

### Отзывы критиков
Фильм получил положительные оценки критиков. На интернет-агрегаторе Rotten Tomatoes он имеет рейтинг 93% на основе 72 рецензий. Metacritic дал фильму 85 баллов из 100 возможных на основе 28 рецензий, что соответствует статусу «всеобщее признание».

### Награды и номинации

#### Награды
- 1997 — приз Metro Media Award кинофестиваля в Торонто (Пол Томас Андерсон)
- 1998 — Премия британского независимого кино за лучший зарубежный фильм на английском языке
- 1998 — премия «Золотой глобус» за лучшую мужскую роль второго плана (Бёрт Рейнольдс)

#### Номинации
- 1998 — три номинации на премию «Оскар»: лучшая мужская роль второго плана (Берт Рейнольдс), лучшая женская роль второго плана (Джулианна Мур), лучший оригинальный сценарий (Пол Томас Андерсон)
- 1998 — две номинации на премию BAFTA: лучшая мужская роль второго плана (Бёрт Рейнольдс), лучший оригинальный сценарий (Пол Томас Андерсон)
- 1998 — номинация на премию European Film Awards за лучший международный фильм (Пол Томас Андерсон)
- 1998 — номинация на премию «Золотой глобус» за лучшую женскую роль второго плана (Джулианна Мур)
- 1998 — три номинации на премию Гильдии киноактеров США: лучшая мужская роль второго плана (Бёрт Рейнольдс), лучшая женская роль второго плана (Джулианна Мур), лучшая игра актёрского состава
- 1998 — номинация на премию Гильдии сценаристов США за лучший оригинальный сценарий (Пол Томас Андерсон)